# Кастел Сан Пјетро Романо
Кастел Сан Пјетро Романо (итал. Castel San Pietro Romano) је насеље у Италији у округу Рим, региону Лацио.
Према процени из 2011. у насељу је живело 411 становника. Насеље се налази на надморској висини од 756 м.

## Становништво
| 1936. | 1951. | 1961. | 1971. | 1981. | 1991. | 2001. | 2011. |
| ----- | ----- | ----- | ----- | ----- | ----- | ----- | ----- |
| 680   | 666   | 688   | 636   | 631   | 698   | 743   | 855   |